# Marta Cruz-Coke
Marta Celeste Eliana Cruz-Coke Madrid (Santiago, 13 de octubre de 1923- Santiago, 20 de mayo de 2023) fue una filósofa chilena. Fue la primera mujer en ocupar el cargo de directora de la Dirección de Bibliotecas, Archivos y Museos (Dibam, actual SNPC) y de la Biblioteca Nacional de Chile entre 1993 y 2000.

## Biografía

### Familia y estudios
Fue hija del médico y político chileno Eduardo Cruz-Coke, y de Marta Madrid Arellano. Fue tía en segundo grado del actor y político Luciano Cruz-Coke (el padre de este, Carlos Cruz-Coke Ossa era primo de Marta). Estudió en la capital chilena. Más tarde siguió cursos informales de distintas disciplinas en el extranjero, como historia, sociología, teología y filosofía en la École du Louvre y el Collège de France, en La Soborne y en el Institut Catholique. Participó en cursos libres para estudiantes sobre pintura medieval y renacentista. En Buenos Aires (Argentina) estudió en la universidad como alumna libre en filosofía. 
En 1948 se casó con el abogado y político Gustavo Lagos Matus. Tuvieron tres hijos: Marta, María Isabel y Gustavo.
Fue presidenta de la Asociación Juvenil Católica Femenina (AJCF) desde 1942 hasta 1948.

## Trayectoria
Pertenecía al Partido Demócrata Cristiano.
Se desempeñó en diversos cargos ligados a la educación y al desarrollo de la cultura. Fue directora del colegio La Maisonnette y asesora del rector del Saint George, la creadora y primera presidente de la Corporación del Patrimonio Cultural en Chile, presidenta de la Asociación de Gestores Culturales y de la Comisión de Derechos Humanos, miembro del Directorio de la Organización Interamericana de Mujeres, en Washington, D. C. (Estados Unidos); presidenta de la Juventud Católica Femenina, y agregada cultural de la OEA. También fue arquitecto honorario del Colegio de Arquitectos. Además, ocupó los cargos de directora nacional del Departamento de la Mujer en el Partido Demócrata Cristiano, y miembro del Consejo Nacional de la Democracia Cristiana Argentina.

### Directora de la Dibam y de la Biblioteca Nacional de Chile

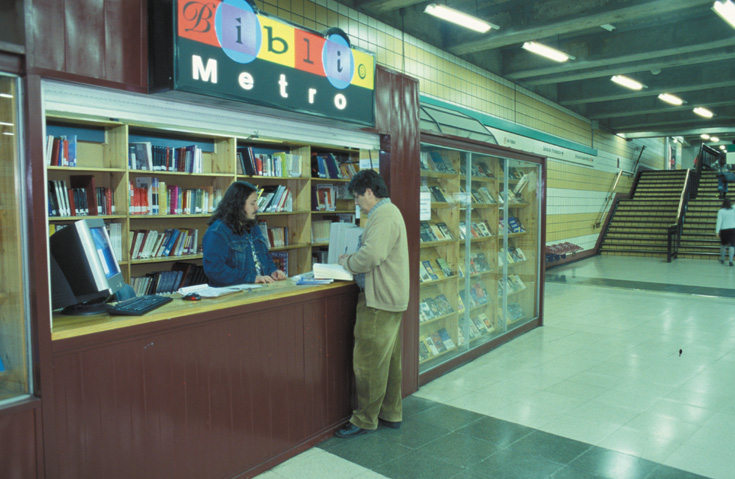
Bibliometro ubicado en la estación de metro Baquedano. Bibliometro es un programa de la Dibam inaugurado el año 1996.

En 1993 fue nombrada directora de la Dibam por el presidente Patricio Aylwin tras la renuncia del anterior director Sergio Villalobos, y se convirtió así en la primera mujer en ocupar dicho cargo. Durante el siguiente gobierno de Eduardo Frei Ruiz Tagle, Marta Cruz-Coke se mantuvo en el cargo de directora de la Dibam. Al ser directora de la Dibam, también asumió el cargo de directora de la Biblioteca Nacional de Chile.
Entre sus logros y méritos estando en la dirección de la Dibam se reconocen varios. En 1995 presentó por primera vez a la ciudad de Valparaíso como Patrimonio de la Humanidad frente a la Unesco, en París (Francia). Basándose en los históricos ascensores de dicha ciudad, en los característicos cerros y en el trabajo del arquitecto Antonino Pirozzi. Sin embargo tuvo la negativa de Hernán Pinto, el entonces alcalde de Valparaíso. 
En 1996 dio inicio al programa Bibliometro, una de las bibliotecas públicas más grandes de Chile. 
Durante su gestión en la Dibam, trabajó con recursos de empresas privadas acogidas a la Ley de Donaciones Culturales, para financiar proyectos. Esto a través de la Corporación del Patrimonio Cultural de Chile, entidad creada en 1994 bajo la Dibam, y en la cual, fue su primera presidenta. Así la institución no solo contó con los recursos del Estado para poder realizar los distintos proyectos. 
Marta Cruz-Coke no ha sido la única mujer directora de la Dibam y de la Biblioteca Nacional de Chile. Tres mujeres más han ocupado el cargo después de ella: Clara Budnik Sinay (2000-2006), Nivia Palma (2006-2010) y Magdalena Krebs (2010-2014).
Por otro lado, fue una de las creadoras del Día de los Patrimonios.

## Premios y reconocimientos
- 2000, Premio Nacional de Conservación (Premio Nacional de Conservación).[7]
- 2012, Gestora cultural destacada (Premio Nacional a la Gestión Cultural).
- 2017, Hija ilustre de Santiago (Municipalidad de Santiago).[8]